# Liste der Nummer-eins-Hits in den Rhythmic Airplay Charts (2008)
| Singles |
| --- |
| - Flo Rida feat. T-Pain – Low - 9 Wochen (22. Dezember 2007 – 22. Februar 2008) - Chris Brown – With You - 6 Wochen (23. Februar – 4. April) - Usher feat. Young Jeezy – Love In This Club - 1 Woche (5. April – 11. April) - Ray J & Young Berg – Sexy Can I - 3 Wochen (12. April – 2. Mai) - Lil Wayne feat. Static Major – Lollipop - 12 Wochen (3. Mai – 25. Juli) - David Banner feat. Chris Brown & Yung Joc – Get Like Me - 2 Wochen (26. Juli – 8. August) - The-Dream – I Luv Your Girl - 2 Wochen (9. August – 22. August) - Lil Wayne – A Milli - 1 Woche (23. August – 29. August) - Kardinal Offishall feat. Akon – Dangerous - 2 Wochen (30. August – 12. September) - Lil Wayne feat. T-Pain – Got Money - 2 Wochen (13. September – 26. September) - T.I. – Whatever You Like - 8 Wochen (27. September – 21. November) - T.I. feat. Rihanna – Live Your Life - 10 Wochen (22. November 2008 – 30. Januar 2009) |